# Albion (zespół muzyczny)
Albion – polska grupa muzyczna wykonująca rock progresywny. Powstała w Krakowie w 1992 roku.

## Muzycy
Obecny skład zespołu
- Anna Batko – śpiew
- Jerzy Antczak – gitara elektryczna, instrumenty klawiszowe
- Paweł Konieczny – gitara basowa
- Rafał Paszcz – perkusja

Byli członkowie zespołu
- Katarzyna Sobkowicz-Malec  – śpiew
- Krzysztof Malec - instrumenty klawiszowe
- Tomasz Kaczmarczyk – gitara basowa
- Rafał Paszcz – instrumenty perkusyjne
- Grzegorz Olszowski – perkusja

## Dyskografia
- Survival Games (1994, MC Artrock)
- Albion (1995, CD Sick Records)
- Wabiąc cienie (2005, CD Lynx Music)[1]
- Remake (2006, CD Lynx Music)
- Broken Hopes (2007, CD Lynx Music)
- The Indefinite State of Matter (2012, CD Lynx Music)
- You`ll be mine (20.09.2018, CD Lynx Music)